# Астраханский рыбоконсервно-холодильный комбинат
Астраханский рыбоконсервно-холодильный комбинат — ныне не существующее предприятие рыбной промышленности, располагавшееся на берегу Болды, одного из рукавов дельты Волги.
Строительство началось 2 мая 1930 года, официально комбинат был открыт 5 октября 1931 года, хотя многие отдельные цеха начали работу ещё в 1930 году. В 1966 году награждён орденом Ленина.
В советское время был одним из крупнейших рыбозаводов СССР, имея в своём составе консервный, сардинный и жиро-мучной заводы, жестяно-баночную и жемчужно-патовую фабрики и два рыбных холодильника; линии выгрузки рыбы с судов и подачи её для обработки были механизированы. В 1960-х годах было произведено существенное расширение производства, численность работников комбината достигала 7 тысяч человек, вновь образованный литографно-штамповочный цех был оснащён японским оборудованием.
Основную продукцию комбината составляли различные виды рыбных консервов: в томатном соусе, масле, с овощами и так далее; на рубеже 1960-х — 1970-х годов его доля в производстве консервов на Каспии составляла 41 %. Также выпускал кулинарию, концентрат витамина A, рыбий жир, клей, жемчужный пат, кормовую муку из кильки и рыбных отходов и другие продукты. Некоторая часть продукции комбината экспортировалась в зарубежные страны.
В 1992 году стал одним из первых предприятий Астраханской области, подвергнутых процедуре приватизации. В 1990-е годы прекратил своё существование, распавшись на несколько отдельных фирм; территория основного здания ныне частично заброшена, частично занята под склады.